# Маријан Коцковић
Маријан Коцковић (Загреб, 23. јул 1923 – Дубровник, 30. мај 1991) био је југословенски и хрватски академски вајар.

## Биографија
Рођен је 1923. у Загребу као најмлађе од седмеро деце учитељице Олге и учитеља Стјепана Коцковића. У Загребу је завршио основну и средњу учитељску школу. Током Другог светског рата 1942. године прикључио се Народноослободилачком покрету Југославије покрету где је након кратког времена постао политички комесар Тринаесте пролетерске бригаде. Током рата, два је пута био рањаван, а по завршетку рата с чином капетана служио је у Југословенској ратној морнарици на новој дужности.
Вајарством је почео да се бави 1947. године. Прво је у Дому морнарице у Сплиту почео с моделисањем, при чему је значајну улогу одиграо сплитски вајар Иван Мирковић чији је атеље Маријан често посећивао, а потом га је исте године, због талента који је поседовао, морнарица као стипендисту послала на школовање на Академију ликовних уметности у Загребу код професора Грге Антунца и Фране Кршинића. Током студија на Ликовној академији, 1949. године победио је на конкурсу за споменик палим борцима у Сиску који је приказивао женску фигуру уздигнуте руке с пушком. Због рада на споменику нередовито је долазио Академију и тако пропустио попунити број часова па је избачен с Академије.
У жељи да заврши школовање, 1950. године поднео је захтев за демобилизацију те отишао на Академију ликовних уметности у Љубљану, где је био у класи професора Петра Лободе. Дипломирао је 1953. године у класи професора Карела Путриха и то с одличним успехом.
По завршетку Академије отишао је у Сарајево где је од 1953. до 1966. године живео и радио као професор вајарства и историје уметности те слободни уметник.
У Дубровник је доселио 1966. године и одлучио да ту остане до краја живота. У градском пределу Лапад је изградио кућу с атељеом и малом галеријом чиме је добио осећај независности од ликовне средине у којој делује. Од 1968. године активно је почео да се бави и таписеријом. Од 1970. године по неколико месеци годишње радио је и излагао у Сједињеним Америчким Државама, а од 1972. године почео је да ради и као професор скулптуре на Летњој школи „Хоуп Колеџ Холанд“ која се одржавала у Дубровнику.
Након сусрета са Слободанком Ђокић, ликовном уметницом која се бавила текстилом и одевањем, ступио је с њом у брак 1975. године, трећи по реду, у којем ће бити рођени синови Маријан и Невен.
Маријан се осим вајарства бавио и песништвом па су 1978. године у издању Графичког завода биле објаваљене његове збирке песама „С именом твојим“ и „О жени срцем и длијетом“.
Због осећаја времена које надолази, не могавши се помирити с нестајањем Југославије, извршио је самоубиство у Дубровнику 30. маја 1991. године, а дан након њега од тешке болести умрла је и његова супруга.

## Изложбе и стваралаштво
Коцковић је током 45-годишњег периода излагао на преко 100 самосталних и групних изложби по целом свету и то у Канади, Сједињеним Америчким Државама, Совјетском Савезу, Јапану и широм Европе. У свом стваралачком веку створио је 300 портрета у мермеру и бронзи, преко 350 скулптура у бронзи, камену, дрву и бакру, а уједно је био аутор 250 таписерија. Његове скулптуре и таписерије намењене унутрашњем уређењу красиле су и дан данас красе неке од јавних зграда, хотела и банака по целом свету меду којима Сирс Тауер у Чикагу, хотел Трелони на Јамајци, фабрика Сторк у Немачкој те на подручју Босне и Херцеговине и Хрватске.
Израдио је и одређен борј споменика посвећених Народноослободилачкој борби, од којих су најзначајнији Споменик устанку народа Босне и Херцеговине у Дрвару (уништиле га снаге ХВО 1995), “Мајка партизанка” у Новом Граду, Спомен-костурница палих бораца у Високом, Споменик палим борцима (Ношење рањеника) у Гацком, Споменик палим борцима у Јајцу, Приједору и остали.